# Inconel

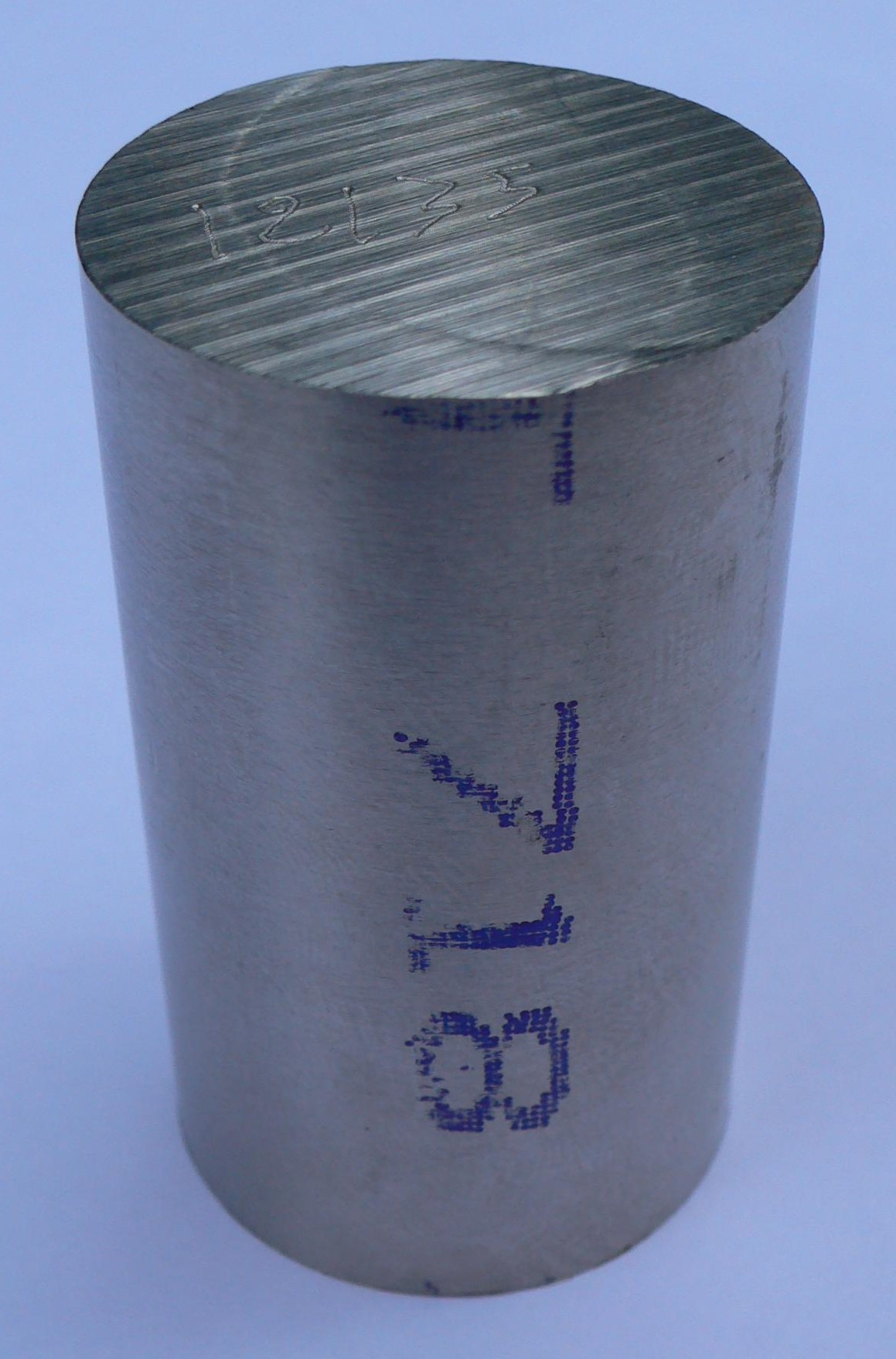
Staaf gemaakt van Inconel

Inconel is een merknaam en dekt een groep nikkellegeringen. Voor deze legering wordt nikkel meestal gelegeerd met chroom en ijzer (NiCrFe). 
De legering is ontworpen om hoge temperaturen te weerstaan en corrosie te voorkomen in bijvoorbeeld gasturbines. Inconel wordt ook toegepast in uitlaatstukken van vliegtuigen en in de Formule 1.
Omdat Inconel op zich geen eenduidige beschrijving van een materiaal is, wordt een achtervoegsel gebruikt om de precieze samenstelling aan te geven. Voorbeeld: Inconel-686 bevat 21 % chroom en 16 % molybdeen en de rest nikkel.
Inconel is duurder dan roestvast staal of incoloy en moeilijker te bewerken, maar beter bestand tegen hoge temperatuur en corrosie. Het is austenitisch en dus niet magnetisch. Het is vergelijkbaar met hastelloy.